# Cristóbal de Laguardia
O Santo Niño de la Guardia, nascido Cristóbal, foi um lendário menino espanhol assassinado em Laguardia durante um ritual conhecido como libelo de sangue, no ano 1491. A responsabilidade pelo assassinato do menino recaiu contra alguns judeus e leigos judaizantes, que foram julgados pelo Santo Ofício e executados em Ávila durante o auto de fé de 16 de novembro de 1491. No entanto, a lendária história seria apenas mais uma suposta conspiração cristã que teria se desenvolvido contra os círculos judaicos, sendo a existência do suposto mártir contestada.
O suposto martírio do Santo Niño foi considerado o "caso mais infame de difamação de sangue" da Espanha. O incidente ocorreu um ano antes da expulsão dos judeus da Espanha, sendo o assassinato possivelmente usado como pretexto para a expulsão.
Tal como Pedro de Arbués, o Santo Niño foi rapidamente declarado santo pela aclamação popular, e a sua morte influenciou o reconhecimento da Inquisição Espanhola e de seu Inquisidor Geral, Tomás de Torquemada, na sua campanha contra a heresia e o criptojudaísmo. No ano de 1805, o Papa Pio VII oficializou o culto ao Santo Niño, que ainda é celebrado nos arredores de Laguardia, sendo também aclamado o patrono da localidade.

## Contexto
Durante a Idade Média europeia, eram frequentes as acusações de libelos de sangue contra os judeus. Na Espanha, as Siete Partidas ecoam esta crença popular:
Isso porque ouvimos dizer que em alguns lugares os judeus faziam e fazem na Sexta-Feira Santa a lembrança da paixão de Nosso Senhor Jesus Cristo em forma de zombaria, roubando crianças e colocando-as na cruz, ou fazendo imagens de cera e crucificando eles quando os filhos Não pode haver, ordenamos que, se for relatado aqui que em algum lugar de nosso domínio tal coisa está datada, se puder ser apurado, que todos aqueles que se aproximarem nessa data, sejam presos, presos e trazidos perante o rei; E depois de descobrir a verdade, ele deve matá-los com muita habilidade, por mais que sejam.

Afonso X, o Sábio, Partidas, VII, XXIV, lei 2
Acreditava-se que vários episódios semelhantes ocorreram na Espanha. Uma das mais conhecidas foi a suposta crucificação do menino São Dominguito de Val, em Saragoça no século XIII, ou a do "Niño de Sepúlveda", em 1468. Esta última resultou não só na execução de dezasseis judeus considerados culpados da crime, mas com o assalto popular ao aljama de Sepúlveda, que fez várias mais vítimas.
No livro Fortalitium Fidei, publicado em 1449 pelo frade convertido Alonso de Espina, foi inventariada uma longa lista de crimes atribuídos aos judeus, sarracenos e outros inimigos da fé cristã. Aparecem várias histórias de crucificações de crianças, na época todas consideradas verdadeiras. No entanto, não há evidências de que qualquer um desses assassinatos ou crimes relacionados tenha ocorrido. As acusações e consequentes punições dos acusados são entendidas hoje como exemplos de antissemitismo.

## Lenda

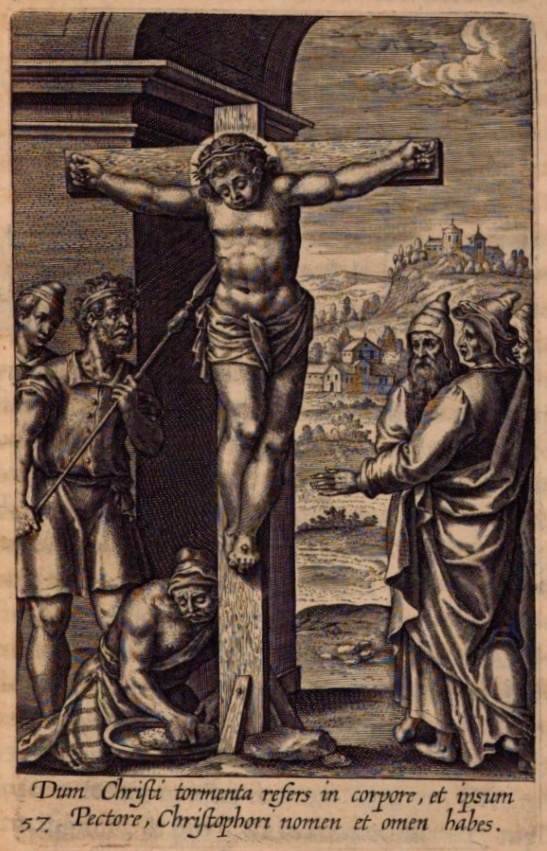
Miniatura de 1634 representando o martírio do Santo Niño, Universidade Complutense de Madrid

Durante o século XVI, surgiu uma lenda segundo a qual a morte do Santo Niño foi semelhante à de Jesus Cristo, enfatizando até semelhanças entre a topografia da cidade toledana onde os acontecimentos teriam ocorrido (La Guardia), e de Jerusalém onde Jesus morreu.
Em 1569, o graduado Sancho Busto de Villegas, membro do Conselho Supremo da Inquisição e governador do Arcebispado de Toledo (posteriormente Bispo de Ávila) escreveu, com base nos documentos do julgamento, que estavam guardados nos arquivos do tribunal de Valladolid, Relación autorizada del martirio del Santo Inocente (Relato Autorizado do Martírio de Santo Inocêncio), que foi depositado no arquivo municipal da Câmara Municipal de La Guardia. Em 1583, Frei Rodrigo de Yepes publicou La Historia de la muerte y glorioso martirio del santo inocente que llaman de Laguardia (A História da Morte e do Glorioso Martírio do Santo Inocêncio que se diz ser de La Guardia). Em 1720 apareceu em Madrid outra hagiografia, La Historia del Inocente Trinity el Santo Niño de la Guardia (A História do Inocente Trinitário, o Santo Niño de La Guardia), obra de Diego Martinez Abad, e em 1785, do padre da aldeia de La Guardia. La Guardia, Martín Martínez Moreno, publicou sua Historia del martirio del Santo Niño de la Guardia (História do Martírio do Santo Niño de La Guardia).
A lenda construída sobre essas sucessivas contribuições relata que alguns convertidos, após assistirem a um auto-de-fé em Toledo, planejaram vingança contra os inquisidores por meio de artes de feitiçaria. Para o feitiço, eles precisavam de uma Hóstia consagrada e do coração de uma criança inocente. Alonso Franco e Juan Franco sequestraram o menino próximo à Puerta del Perdón (a porta do Perdão) na Catedral de Toledo e o levaram para La Guardia. Lá, na Sexta-feira Santa, eles realizaram um julgamento simulado. O menino, que na lenda às vezes é chamado de Cristóbal e outras vezes de Juan, é considerado filho de Alonso de Pasamonte e Juana la Guindero. Os cristãos locais pensavam que ele tinha sido açoitado, coroado de espinhos e crucificado num julgamento simulado, à imitação de Jesus Cristo. O coração, necessário para o feitiço, foi arrancado. No exato momento da morte da criança, sua mãe, que era cega, recuperou milagrosamente a visão. Depois de enterrar o corpo, os assassinos roubaram uma hóstia consagrada. Benito García partiu para Zamora, levando a hóstia e o coração para procurar a ajuda de outros correligionários para realizar o seu feitiço, mas foi detido em Ávila (a uma distância considerável de Astorga, que não fica nem perto da estrada Toledo/Zamora) por causa da luz brilhante que emanava da Hóstia consagrada que o convertido havia escondido entre as páginas de um livro de orações. Graças à sua confissão, os demais participantes do crime foram descobertos. Após a morte do Santo Niño, várias curas milagrosas foram atribuídas a ele.
A hóstia consagrada é guardada no mosteiro dominicano de São Tomás, em Ávila. Diz-se que o coração desapareceu milagrosamente, como o corpo da criança, e surgiram lendas de que, como Jesus Cristo, ele havia ressuscitado.

## Acusação e julgamento

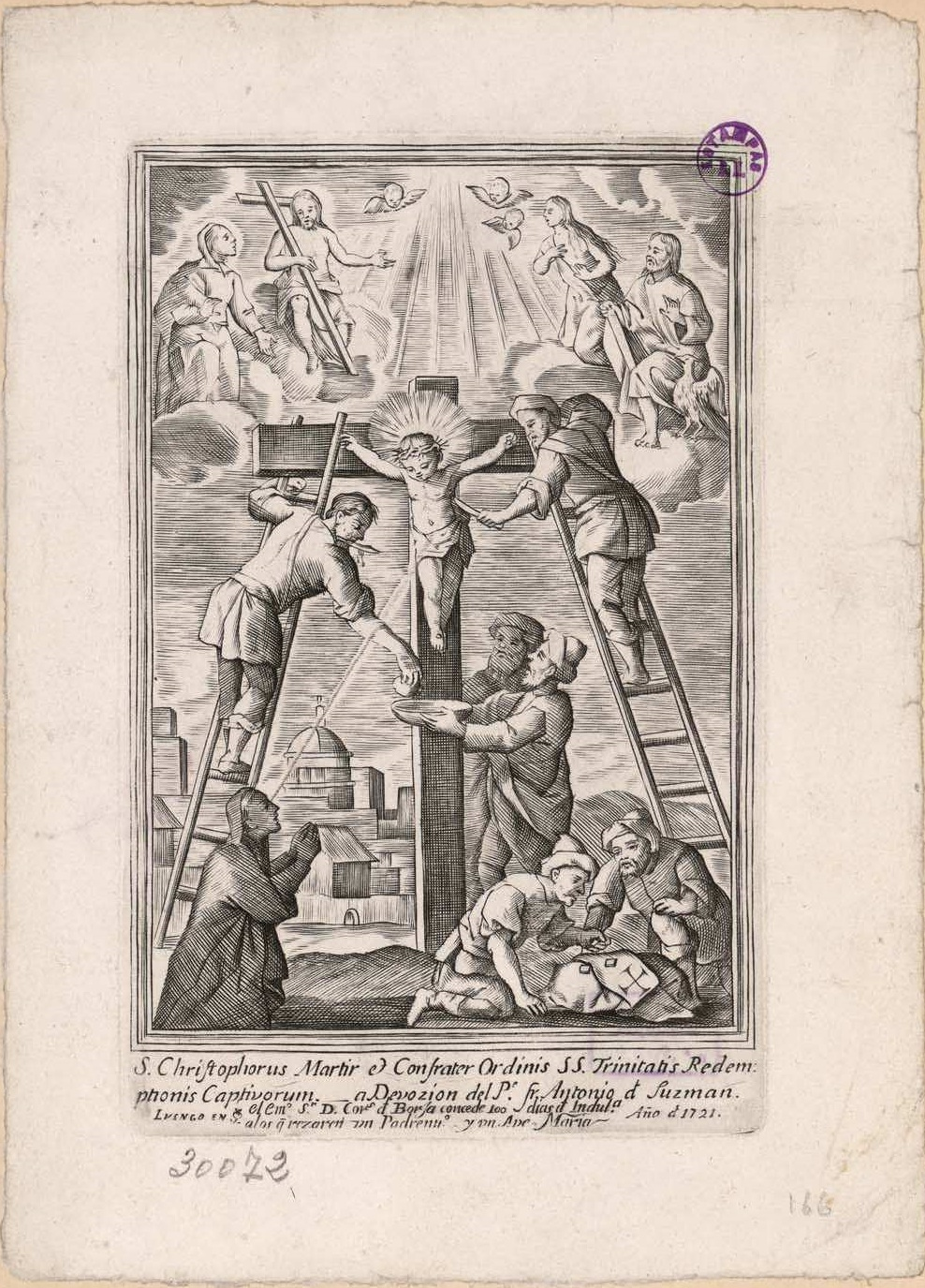
O Santo Niño de la Guardia (c. 1721) por Juan Ruiz Luengo, Biblioteca Nacional da Espanha

Até 1887 a história era conhecida através da lenda e nos autos do julgamento depositados no Arquivo Nacional da Espanha. Nesse ano, o historiador espanhol Fidel Fita publicou um relato do julgamento de Yucef Franco, um dos arguidos, no Boletin de la Real Academia de la Historia, a partir dos autos do julgamento que descobrira no Arquivo. É um dos relatos mais completos de um julgamento da Inquisição Espanhola existente.
Em junho de 1490, um cardador itinerante, um converso chamado Benito García, de 60 anos, natural da cidade de La Guardia, foi detido em Astorga, na província de Leão. Uma hóstia consagrada foi descoberta em sua mochila. Foi levado para interrogatório perante o Vigário Geral (Juiz Judicial) do Bispado de Astorga, Pedro de Villada. A confissão de Benito García, datada de 6 de junho de 1490, sobreviveu e indica que ele foi apenas acusado de judaizar. O réu explicou que cinco anos antes (1485) havia retornado secretamente à fé judaica, encorajado por outro convertido, Juan de Ocaña, também de La Guardia, e um judeu da localidade vizinha de Tembleque, chamado Franco.
Um sapateiro judeu, Yucef Franco, de 20 anos, de Tembleque, também foi mencionado por Benito García e depois preso pela Inquisição em 1 de julho de 1490, junto com seu pai Ça Franco, de 80 anos. quando ele adoeceu. Ele foi visitado por um médico, Antonio de Ávila. Yucef perguntou ao médico se ele poderia consultar um rabino. No lugar de um rabino, em sua segunda visita o médico foi acompanhado por um frade converso, Alonso Enriquez, disfarçado de rabino e que se autodenomina Abrahán. Quando questionado sobre por que pensava ter sido preso, Yucef respondeu que foi acusado do assassinato ritual de um menino cristão. Na segunda vez que foi visitado pelos dois homens, Yucef não fez mais menção a esse assunto.
As declarações subsequentes de Yucef implicaram outros judeus e conversos. Em 27 de agosto de 1490, o grande inquisidor Tomás de Torquemada emitiu uma acusação ordenando a transferência dos prisioneiros de Segóvia para Ávila para aguardarem julgamento. A acusação lista todos os presos detidos em Segóvia que estavam relacionados com este caso. Eram conversos: Alonso Franco, Franco Lope, García Franco, Juan Franco, Juan de Ocaña e García Benito, moradores de La Guardia; e judeus: Yucef Franco de Tembleque e Moses Abenamías de Zamora. A acusação continha acusações de heresia, apostasia, bem como crimes contra a fé católica. Curiosamente, a acusação não menciona Ça Franco.
Os inquisidores encarregados de preparar o julgamento foram Pedro de Villado (o mesmo que já havia interrogado Benito García em junho de 1490), Juan López de Cigales, inquisidor de Valência desde 1487, e Frei Fenando de Santo Domingo. Todos eram homens que gozavam da confiança de Torquemada. Fenando também escreveu o prefácio de um panfleto antissemita publicado.
O julgamento contra Yucef Franco começou em 17 de dezembro de 1490 e durou vários meses. Ele foi acusado de tentar atrair convertidos ao judaísmo, bem como de ter participado do ritual de crucificação de uma criança cristã na Sexta-feira Santa. Parece que antes do julgamento, Benito García e Yucef Franco, pelo menos, já tinham confessado parcialmente e prestado depoimento contra os outros sob a promessa de obter a sua liberdade, mas esta foi uma armadilha armada pela Inquisição.
Quando a acusação foi lida, Yucef Franco gritou que era a maior falsidade do mundo. Foi nomeado advogado da sua defesa, que solicitou ao tribunal que as acusações eram demasiado vagas, não foram fornecidas as datas do crime, não havia corpo e que a vítima nem sequer tinha sido identificada. Como judeu, Yucef não poderia ser culpado de heresia ou apostasia. A defesa pediu a absolvição total. A petição foi rejeitada pelo tribunal e o julgamento prosseguiu. As confissões preservadas deste réu, extraídas sob tortura, referem-se inicialmente apenas a conversas com Benito García na prisão e incriminam-nos apenas como judaizantes, mas depois passam a referir-se a uma peça de bruxaria realizada cerca de quatro anos antes (talvez 1487), que envolveu o uso de uma hóstia consagrada, roubada de uma igreja em La Guardia, e do coração de um menino cristão. As declarações subsequentes de Yucef dão mais detalhes sobre este tema e são particularmente incriminatórias para Benito García. As declarações de García também foram preservadas e tomadas "enquanto era torturado" são inconsistentes com as de Yucef e, sobretudo, servem principalmente para incriminar este último. Os inquisidores chegaram a organizar um confronto cara a cara entre os dois acusados, em 12 de outubro de 1491, e os autos judiciais desta reunião afirmam que os seus depoimentos foram concordantes, o que é surpreendente, pois anteriormente se tinham contradizido.
Em outubro de 1491, um dos inquisidores, Frei Fernando de San Esteban, viajou ao convento de San Esteban em Salamanca para consultar vários juristas e teólogos, que se pronunciaram sobre a culpa do acusado. Na fase final do julgamento, as provas foram tornadas públicas e Yucef tentou, sem sucesso, refutá-las. Os últimos depoimentos de Yucef, obtidos sob tortura em novembro, acrescentaram mais detalhes aos fatos; muitos deles claramente tiveram suas origens na literatura anti-semita.
Em 16 de novembro de 1491, no Brasero de la Dehesa (lit: "braseiro na campina") em Ávila, todos os acusados foram entregues às autoridades seculares e queimados na fogueira. Nove pessoas foram executadas – três judeus: Yusef Franco, Ça Franco e Moses Abenamías; e seis conversos: Alonso, Lope, García e Juan Franco, Juan de Ocaña e Benito García. Como era habitual, as sentenças foram lidas no auto-de-fé e as de Yucef Franco e Benito García foram preservadas.
Os bens confiscados aos presos serviram para financiar a construção do mosteiro de Santo Tomás de Ávila, concluída em 3 de agosto de 1493.

## Consequências

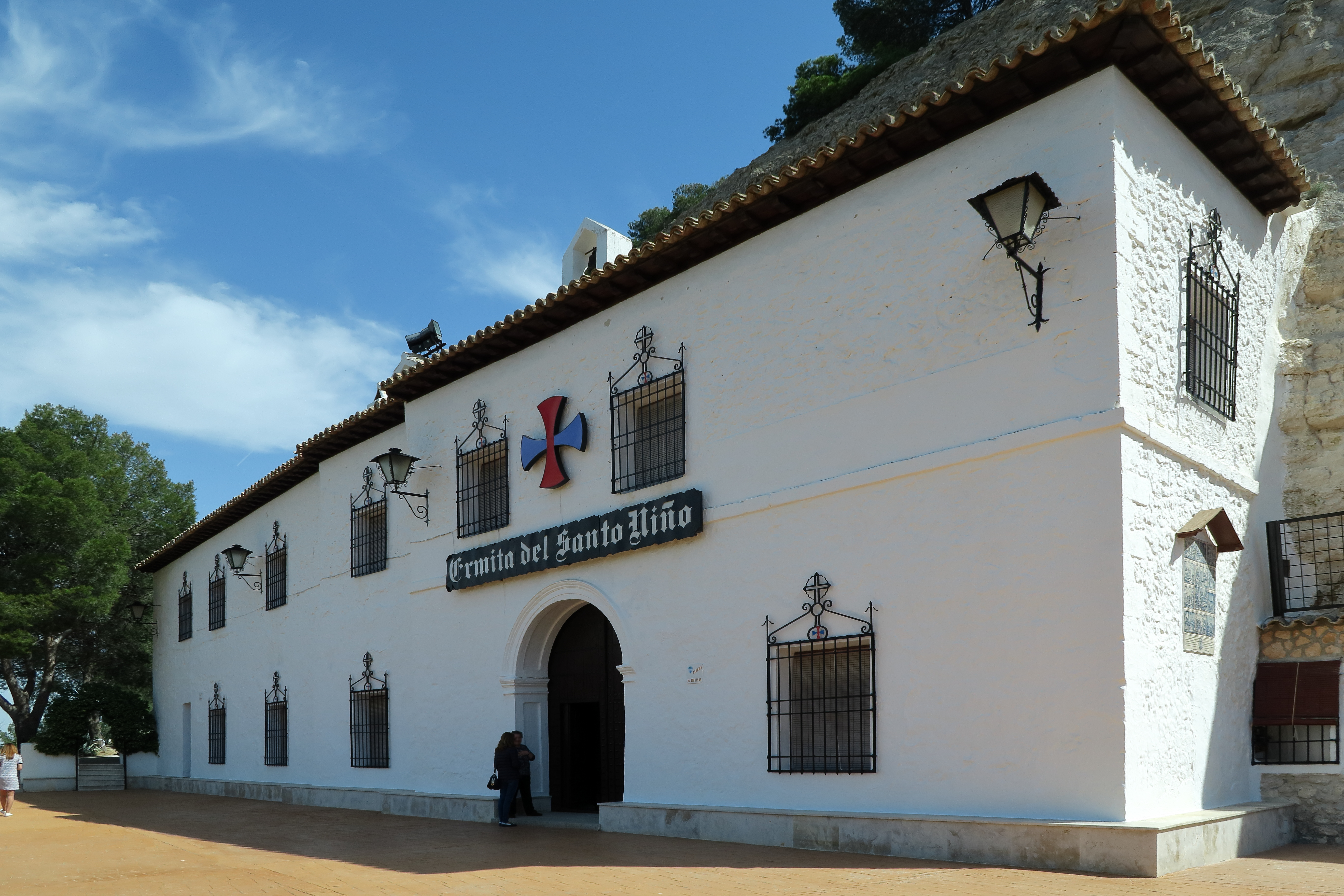
Fachada da Ermida do Santo Niño em Laguardia

O impacto da lenda teve consequências imediatas e de longo alcance tanto para a comunidade judaica na Espanha quanto para a nobreza espanhola:
A pedido de Torquemada, foi usado por Isabel I como uma das razões para a expulsão dos judeus após a queda de Granada em 1492.
Por causa do medo de que a heresia fosse hereditária, o resultado deste julgamento envolvendo conversos e judeus foi usado para argumentar a favor da limpeza de sangue naqueles que aspiravam a se juntar ao clero da arquidiocese de Toledo. Muitos membros da nobreza não conseguiram provar sua ancestralidade imaculada e, portanto, tornaram-se inelegíveis para ocupar cargos na principal Sé da Espanha.